# (3286) Anatoliya
(3286) Anatoliya es un asteroide perteneciente al cinturón de asteroides descubierto el 23 de enero de 1980 por Liudmila Gueorguievna Karachkina desde el Observatorio Astrofísico de Crimea, en Naúchni.

## Designación y nombre
Anatoliya fue designado al principio como 1980 BV.
Más tarde, en 1987, se nombró en honor del constructor soviético Anatoli Karachkin (1947-1984), cuñado de la descubridora.

## Características orbitales
Anatoliya está situado a una distancia media del Sol de 2,637 ua, pudiendo acercarse hasta 2,37 ua y alejarse hasta 2,904 ua. Tiene una excentricidad de 0,1013 y una inclinación orbital de 13,43 grados. Emplea 1564 días en completar una órbita alrededor del Sol.

## Características físicas
La magnitud absoluta de Anatoliya es 12,6.